# پروژ رم هوشمند (IRAM) برکلی
پروژه IRAM برکلی، پروژه ای تحقیقاتی در بخش علوم کامپیوتر دانشگاه کالفرنیا که در سال ۱۹۹۶_۲۰۰۴ انجام شد، برکلی معماری کامپیوتر را که توسط پهنای باند وسیع بین حافظه و پردازنده فعال شده بود مورد بررسی قرار داد زمانی که حافظه و پردازنده بر روی یک مدار مجتمع طراحی شده باشند. از آنجایی که پیش‌بینی می‌شد چنین تراشه‌ای عمدتاً از حافظه با دسترسی تصادفی (RAM) و بخش کوچک‌تر مورد نیاز برای واحد پردازش مرکزی (CPU) تشکیل شده باشد، تیم تحقیقاتی از عبارت «رم هوشمند» (یا IRAM) برای توصیف تراشه ای با این معماری استفاده کردند. مانند پروژه J–Machine در دانشگاه MIT، هدف اصلی این تحقیق دوری ازمعماری فون نویمان بود که زمانی رخ می‌دهد که اتصال بین حافظه و CPU یک گذرگاه حافظه(memory bus) نسبتاً محدود بین مدارهای مجتمع جداگانه باشد.

## تئوری
با فشارهای رقابتی قوی، فناوری به کار گرفته شده برای هر جزء از یک سیستم کامپیوتری - عمدتاً CPU، حافظه و ذخیره‌سازی آفلاین - معمولاً برای به حداقل رساندن هزینه مورد نیاز برای دستیابی به یک سطح معین از عملکرد انتخاب می‌شود. اگرچه ریزپردازنده و حافظه هر دو به عنوان مدارهای مجتمع اجرا می‌شوند، تکنولوژی رایج مورد استفاده برای هر یک متفاوت است. فناوری ریزپردازنده سرعت را بهینه می‌کند و فناوری حافظه تراکم را بهینه می‌کند. به همین دلیل، ادغام حافظه و پردازنده در یک تراشه (در اکثر موارد) به حافظه دسترسی تصادفی ایستا (SRAM) محدود شده‌است، که ممکن است با استفاده از فناوری مدار بهینه‌سازی شده برای عملکرد منطقی، به جای حافظه تصادفی پویا (DRAM) متراکم تر و کم هزینه تر، که چنین نیست، پیاده‌سازی شود. دسترسی ریزپردازنده به حافظه خارج از تراشه، هزینه و زمان صرف می‌کند با این حال، عملکرد پردازنده را به‌طور قابل توجهی محدود می‌کند. به همین دلیل معماری کامپیوتر با استفاده از سلسله مراتبی از سیستم‌های حافظه توسعه یافته‌است، که در آن حافظه استاتیک با ریزپردازنده برای ذخیره‌سازی موقت و به راحتی قابل دسترسی (یا حافظه پنهان) داده‌ها که در خارج از تراشه در DRAM نیز نگهداری می‌شوند، یکپارچه شده‌است. از آنجایی که حافظه کش(cache memory) روی تراشه اضافی است، وجود آن هزینه و قدرت را افزایش می‌دهد. هدف پروژه تحقیقاتی IRAM این بود که (در برخی از برنامه‌های محاسباتی) با معماری که در آن DRAM روی تراشه با پردازنده یکپارچه شده باشد، می‌توان به مبادله بهتری بین هزینه و عملکرد دست یافت؛ بنابراین نیاز به حافظه نهان استاتیک اضافی را از بین می‌برد حتی اگر فناوری مورد استفاده برای اجرای DRAM بهینه نبود.

## همبخشی
در حالی که منصفانه است که بگوییم IRAM برکلی به رسمیت شناخته شده‌ای که RISC برکلی دریافت کرد، نرسید، با این وجود پروژه IRAM تأثیرگذار بود. اگرچه پیشنهادها اولیه IRAM بر روی مبادله بین CPU و DRAM متمرکز بود، تحقیق‌ها IRAM بر مجموعه دستورالعمل‌های برداری متمرکز شد. انتشارات آن حامیان اولیه ادغام پردازش برداری و مجموعه دستورالعمل‌های برداری در ریزپردازنده‌ها بودند، و چندین ریزپردازنده تجاری مانند افزونه‌بردار پیشرفته (AVX)، متعاقباً پسوندهای مجموعه دستورالعمل پردازش برداری را پذیرفتند.